# أولاد حدو (التوالت)
أولاد حدو هي منطقة الجنوبية من الدار البيضاء و تضم كل من عين الشق سيدي معروف سباتة السالمية اناسي 
اولاد حدو يعتبرون عرب وليسوا امازيغ كنا يروج البعض ، يعتبرون اب عم الهراويين المنطقة الشرقية من الدار البيضاء ، وهاتان القبيلتان هما السكان الاصلييون للدار البيضاء 

## روابط خارجية
- البوابة الوطنية للجماعات الترابية
- المندوبية السامية للتخطيط